# Keith and Dufftown Railway

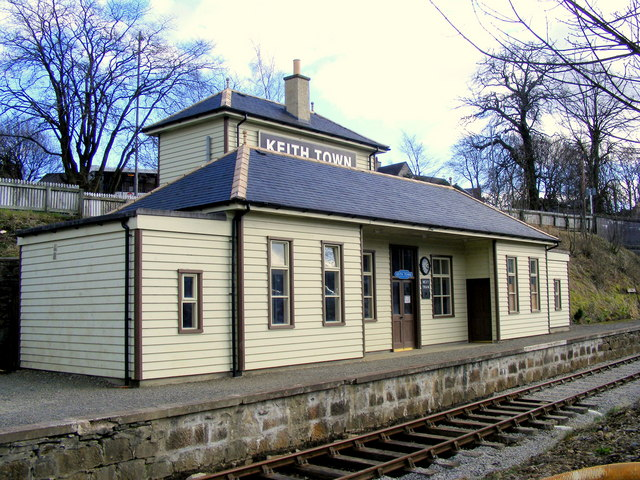
Bahnhof in Keith

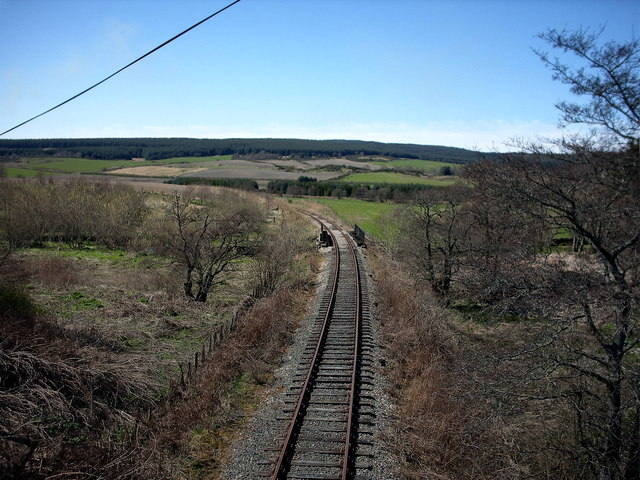
Strecke nahe Douglasbrae

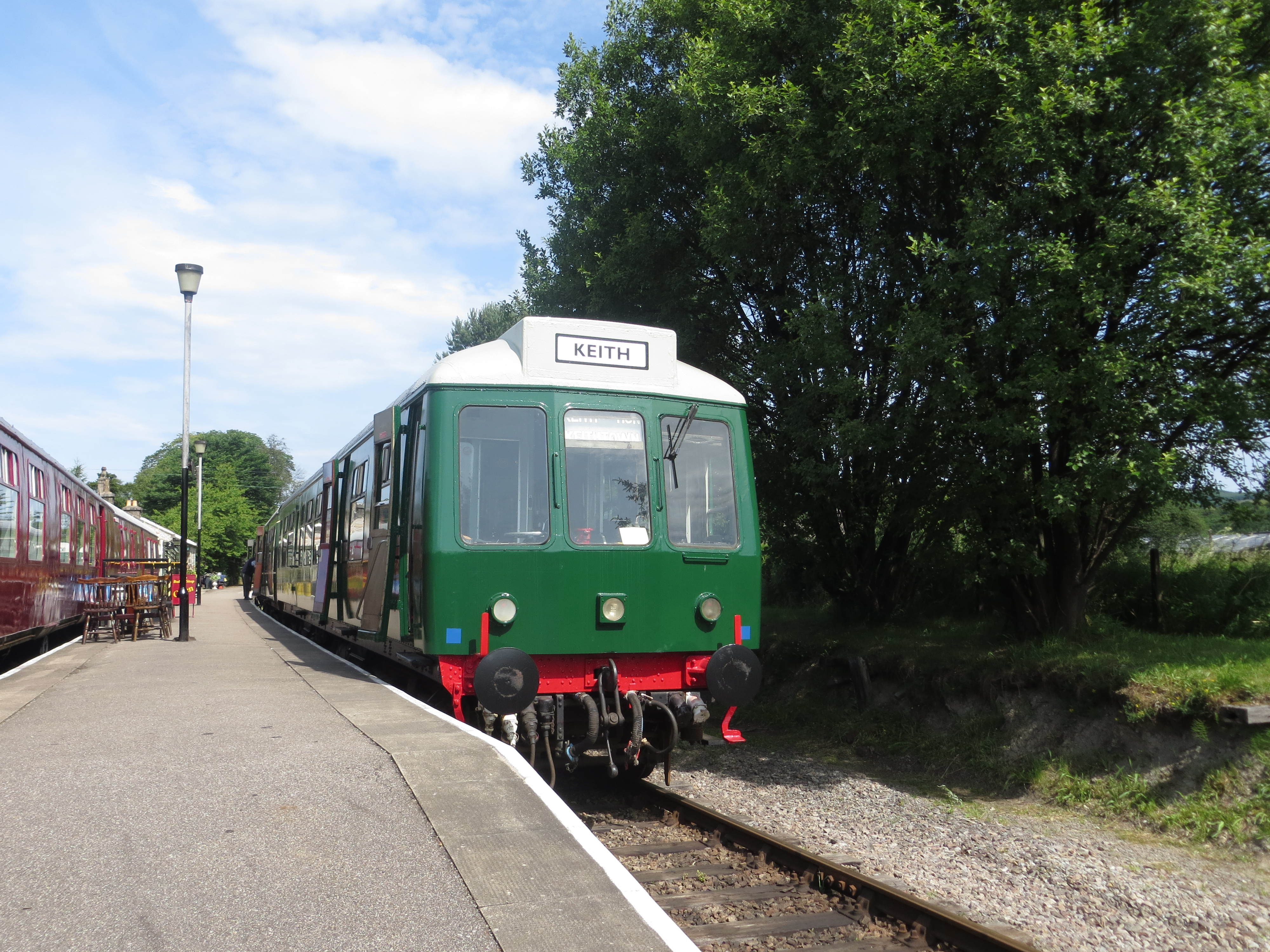
Triebwagen "Spirit of Speyside" im Bahnhof Dufftown, links der "Buffer Stop", 2013

Die Keith and Dufftown Railway ist eine Museumseisenbahn in Schottland. Sie liegt in der Council Area Moray und führt über 18 km (11 Meilen) von Keith Town über Drummuir nach Dufftown.

## Geschichte
Die Strecke war ursprünglich Teil einer Strecke von Aberdeen über Keith nach Elgin, die die Great North of Scotland Railway als Parallelstrecke zu der Inverness and Aberdeen Junction Railway hatte errichten lassen. Die Strecke wurde 1862 in Betrieb genommen. Seit 1948 wurde die Strecke von der British Railways betrieben und 1991 stillgelegt.

## Museumseisenbahn
Bereits kurz nach der Stilllegung begannen Bahnenthusiasten mit den Vorbereitungen zur Wiedereröffnung der Strecke als Museumseisenbahn. Mit der Unterstützung von Betrieben aus der Region und Mitteln des Europäischen Fonds für regionale Entwicklung konnte die Strecke gekauft und instand gesetzt werden. Im Jahr 2000 wurde der Betrieb von der Keith & Dufftown Railway Association wieder aufgenommen, zunächst von Dufftown nach Drummuir, ein Jahr später bis nach Keith Town. Gefahren wird an den Wochenenden (Freitag bis Sonntag) von Ostern bis September. Darüber hinaus finden zu besonderen Anlässen wie den beiden Whisky Festivals in Dufftown oder zu Weihnachten Sonderfahrten statt.

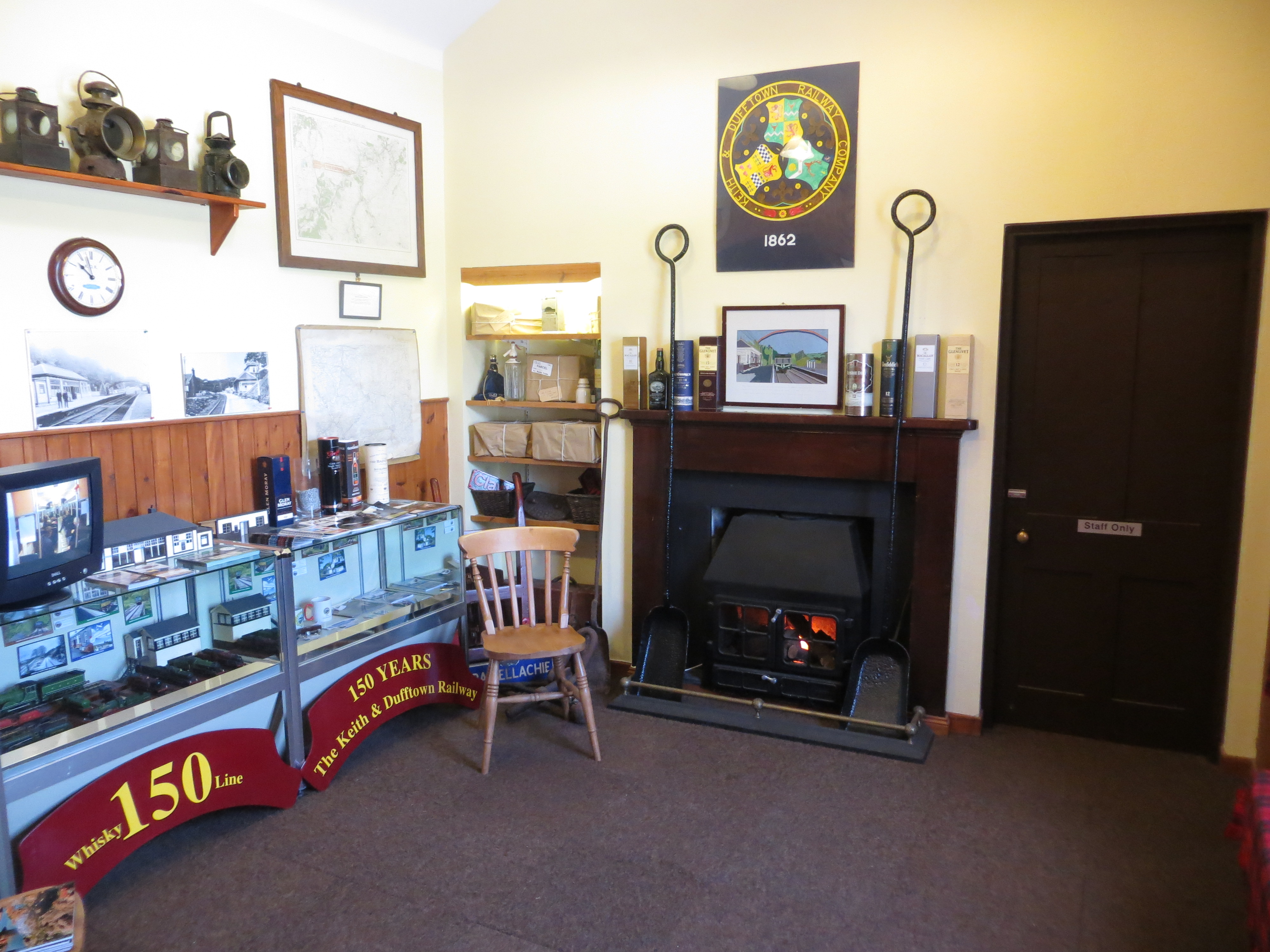
Bahnhof Dufftown, historischer Warteraum

Die technische Basis der Bahn ist Dufftown. In Dufftown und Keith gibt es Shops, die neben Fahrkarten auch Andenken verkaufen, sowie in historischem Stil eingerichtete Warteräume. In Dufftown wird im "Buffer Stop", der in zwei umgebauten Reisezugwagen untergebracht ist, ein Imbissangebot bereitgehalten.

## Strecke
Die Normalspurstrecke führt über 18 km (11 Meilen) von Keith nach Dufftown. Dabei werden 42 Brücken überquert, die größte ist das rund 20 Meter hohe Fiddich Viadukt kurz vor der Einfahrt nach Dufftown. In Drummuir besteht ein Haltepunkt und in Towiemore ein Bedarfshalt, alle anderen früher bestehenden Haltepunkte sind nicht mehr in Betrieb. Drei weitere Haltepunkte sollen mittelfristig wieder in Betrieb genommen werden, langfristig ist eine Verbindung zur Keith Junction Station geplant.

## Fahrzeugpark
Die Bahn setzt drei Doppeltriebwagen British Railways Derby Class 108 ein. Daneben verfügt sie über einen Doppeltriebwagen BREL/Leyland Class 140, der allerdings derzeit nicht einsatzbereit ist, sowie über mehrere Kleinlokomotiven.

## Sonstiges
Die Bahn hat derzeit keine Verbindung zum übrigen Eisenbahnnetz, da die Strecke zwischen Keith Town und dem Bahnhof Keith der ScotRail unterbrochen ist. Als zum 150. Jubiläum der Strecke im Jahr 2012 eine Dampflokomotive eingesetzt wurde, wurde diese per Tieflader angeliefert.
Da die Bahn ein Gebiet mit zahlreichen Whiskydestillerien durchfährt, bezeichnet sie sich auch als Whisky Line.
Die Bahn bietet die Möglichkeit an, unter Aufsicht eine der Kleinlokomotiven selbst zu fahren.

## Auszeichnungen
Im Jahr 2001 wurde die Keith and Dufftown Railway Association für die vollständige Wiederinbetriebnahme der Strecke mit dem Annual Award der britischen Heritage Railway Association geehrt.